# تلاش (منظومة صواريخ للدفاع الجوي)
منظومة تلاش للدفاع الجوي: (بالإنجليزية: Talash)‏، هي منظومة صواريخ أرض-جو متنقلة طويلة المدى إيرانية الصنع والتي بإمكانها إصابة الأهداف المتوسطة والبعيدة المدى بواسطة عائلة صواريخ صياد الإيرانية بالإضافة إلى تدمير الطائرات الاستراتيجية واصطياد مختلف أنواع الطائرات بدون طيار حيث تقوم بتتبع الأهداف والاشتباك معها في وقتٍ واحد. أُعلن عنها سنة 2013م ويمتلكها مقر خاتم الأنبياء للدفاع الجوي.

## وصف
كشف النقاب عنه في نوفمبر 2013م. وهو مصمم لإطلاق صواريخ صياد 3، ولكن يمكنه أيضاً إطلاق صواريخ صياد 2. وهو نظام دفاع جوي طويل المدى قادر على إسقاط هدف جوي على مدى أكثر من 200 كيلومتر. طورت إيران تلاش 3 في إطار برنامجها للأسلحة المحلية الذي بدأ في عام 1992م ردًا على حظر الأسلحة المفروض عليها من قبل الولايات المتحدة.
وهو قادر على إطلاق صواريخ الصياد 2 وصياد 3. وقد تكون قادرة على تحييد التهديدات المحمولة جواً التي تحلق على ارتفاعات من عشرات الأمتار إلى 30,000 متر في نطاقات تصل إلى 200 كيلومتر. أحد العناصر الرئيسية في تلاش 3 هو رادار (Arash 2)، بالإضافة إلى ذلك فعلى الأرجح يوجد أيضاً رادار صفيف للمسح الإلكتروني النشط إيسا (AESA)، والتي تجعل من الممكن اكتشاف وتتبع الأهداف الصغيرة. أعلنت إيران في آذار / مارس 2015م عن وجود نظام دفاع جوي طويل المدى من طراز تلاش 3. تتكون كل وحدة من منظومات تلاش الصاروخية من 3 عربات تحمل منصة إطلاق وعربتين للتّحكم ومنظومة رادارية، وحسب الحاجة فإن منصات الإطلاق يمكنها أن تتحول إلى إثنين أو أربعة. كما يُطلق صواريخ صياد 2 و 3 التي تعمل بالوقود الصُّلب من هذه المنصات التي تتكون من حاويات على شكل مربع نحو الأهداف.
من الأنظمة الدفاعية التي طُورت من منظومة تلاش هي منظومة 15 خرداد.

## المكونات
تتكون منظومة تلاش من:
- مرسل المعلومات.
- إضاءة الهدف (نظام كشف وتعقب الهدف).
- وحدة التحكم والمراقبة.
- منصة الإطلاق (مشغل مربع).
- صواريخ صياد 2 و3 المتطورة والتي تعمل بالوقود الصلب.

كما وإن كل وحدة من أنظمة تلاش الصاروخية، تتكون من 3 عربات تقل منصة الإطلاق وعربتين للتحكم (القيادة) ومنظومة رادارية، وبحسب الحاجة فإن منصات الإطلاق بإمكانها أن تتحول إلى إثنين أو أربعة. كما يتم إطلاق صواريخ صياد 2 و3 التي تعمل بالوقود الصلب من هذه المنصات التي تتألف من حاويات على شكل مربع نحو الأهداف.

## اختبار منظومة تلاش الدفاعية
جرى اختبار منظومة تلاش للدفاع الجوي سنة 2016م وذلك خلال مناورات (مدافعو سماء الولاية-7) حيث شهدت المرحلة الأخيرة من مناورات الدفاع الجوي في جنوب جمهورية إيران، وللمرة الأولى اختبار منظومة تلاش المحلية الصنع، واسقاط طائرات مسيرة للعدو المفترض. واختتمت مناورات الدفاع الجوي مدافعو سماء الولاية – 7 في منطقة الدفاع الجوي في بوشهر جنوب إيران حيث شاركت فيها القوة الجوية للجيش ووحدات الدفاع الجوي للحرس الثوري والتعبئة الشعبية لمدة ثلاثة أيام. كما وجرى اختبار منظومة تلاش سنة 2019م حيث أَسقَطَت هذه المنظومة الصاروخية عدة أهداف معادية على ارتفاعات عالية خلال مناورات المدافعون عن سماء الولاية 98، التي انطلقت مرحلتها النهائية صباح يوم الجمعة 22/11/2019 في شمال شرق جمهورية إيران، فقد نجحت منظومة «تلاش» الصاروخية المحلية الصنع في تدمير الأهداف المهاجمة على ارتفاعات عالية، والتي رصدتها شبكة الدفاع الجوي الموحدة في البلاد. يُذكَر ان الهدف المعلن من هذه المناورات هو الارتقاء بالجهوزية القتالية وتعزيز قدرات الدفاع الجوي للقوات المسلحة في ظروف قريبة من القتال الحقيقي وفي منطقة بمساحة 416 ألف كيلومتر مربع في شمال شرق جمهورية إيران.

## معرض الصور

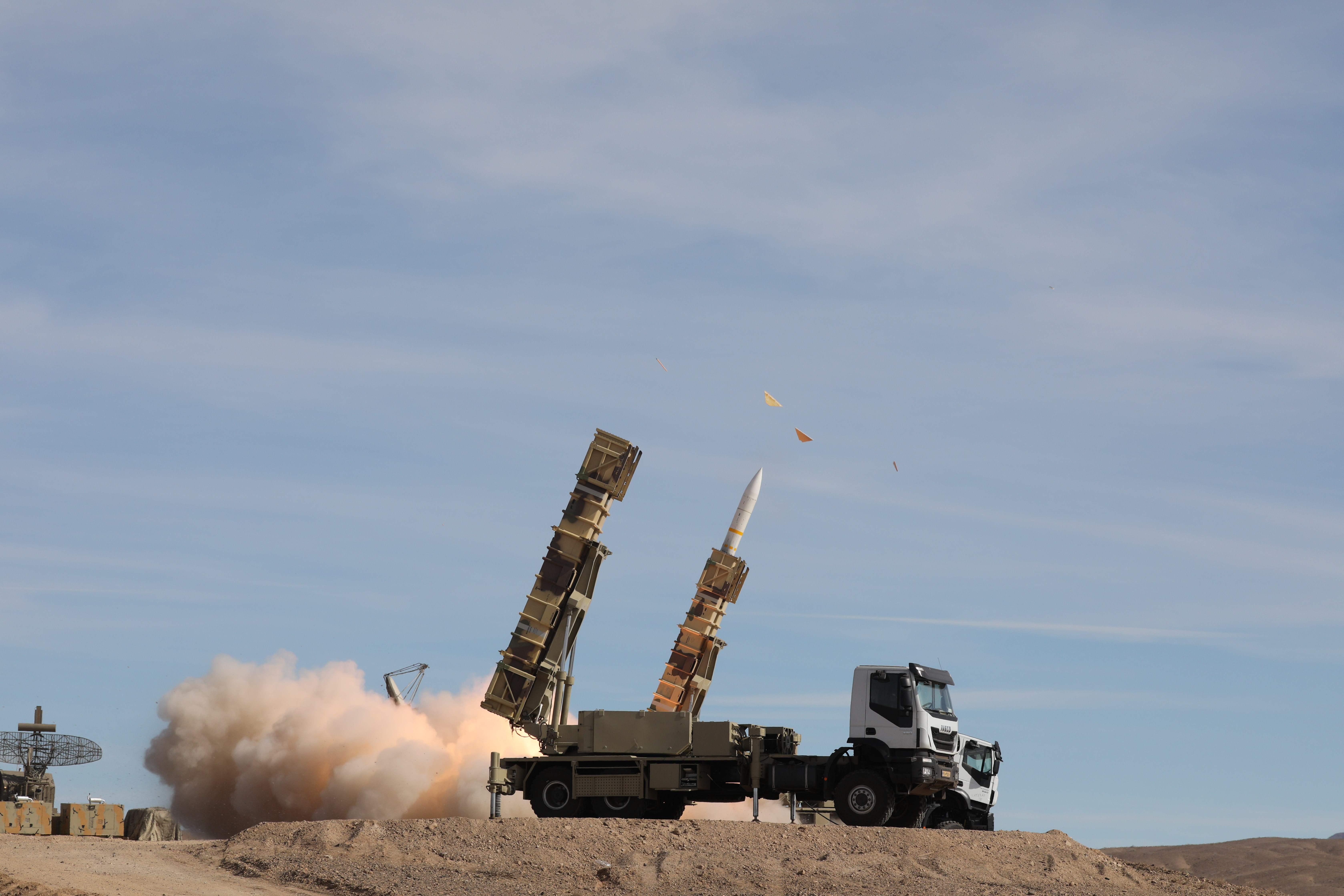
منظومة الدفاع الجوي الوطنية تلاش
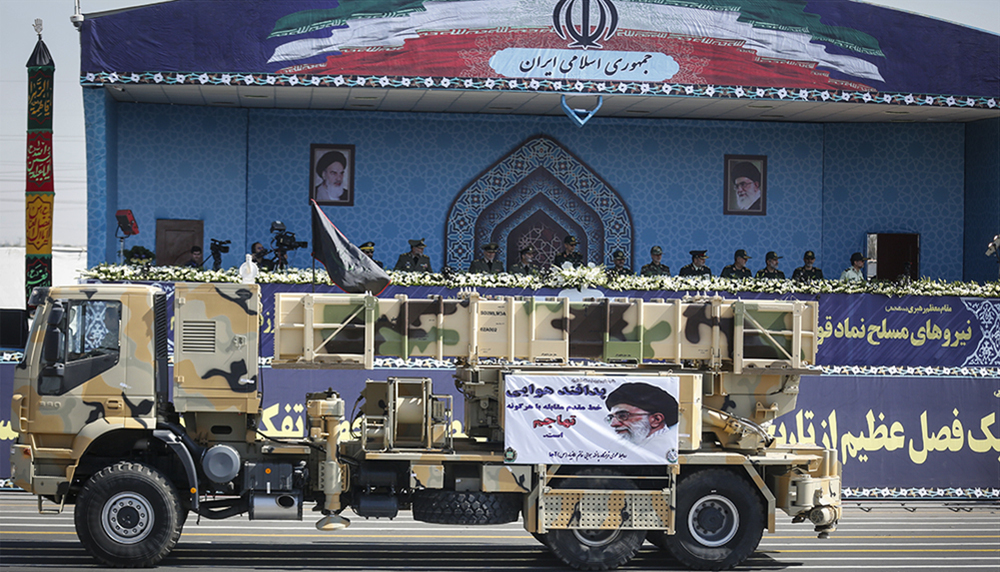
عرض منظومة تلاش الصاروخية. هذه الصورة مأخوذة من عرض أسبوع الدفاع المقدس لعام 2017م في العاصمة طهران
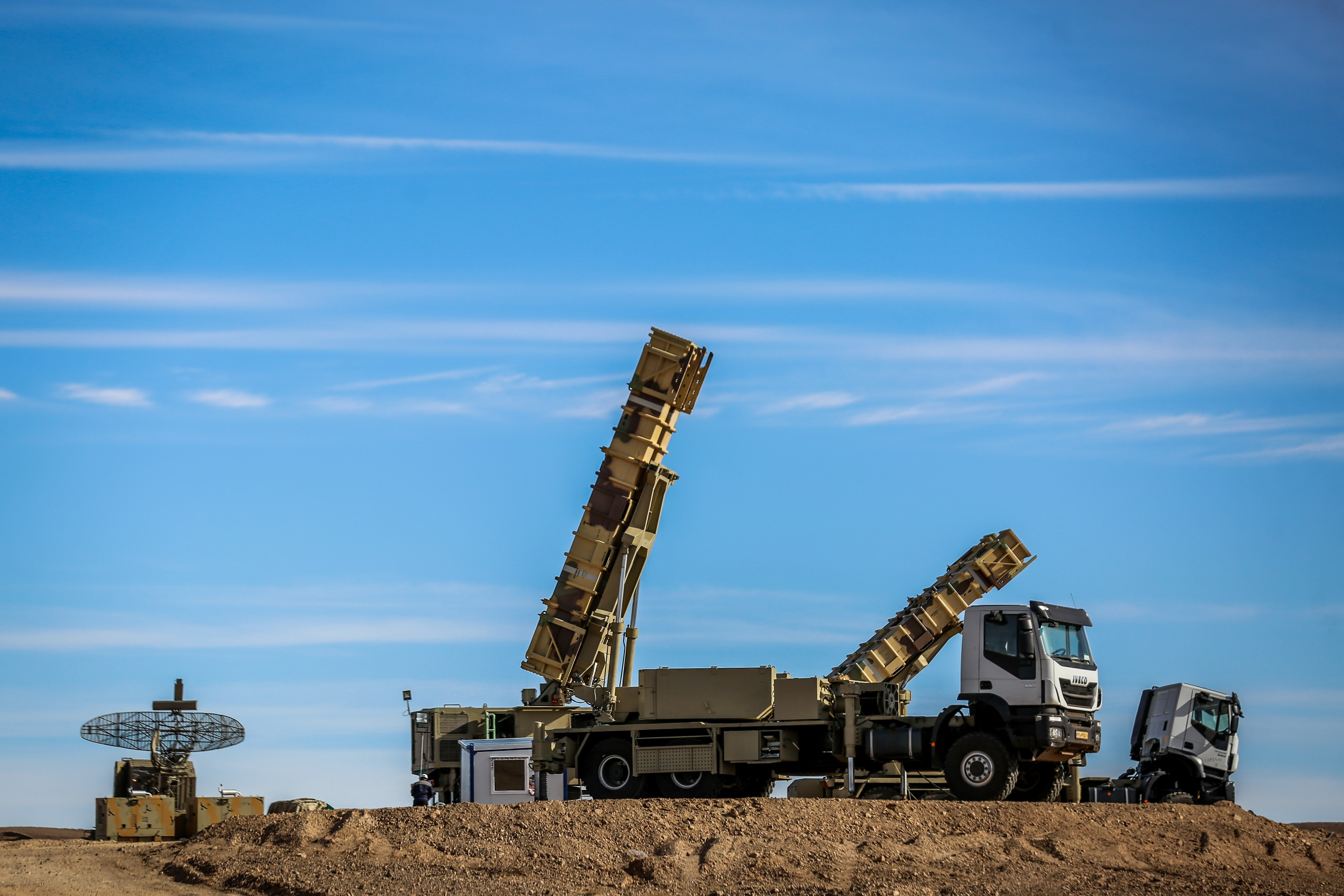
منظر قريب لمنظومة تلاش الإيرانية
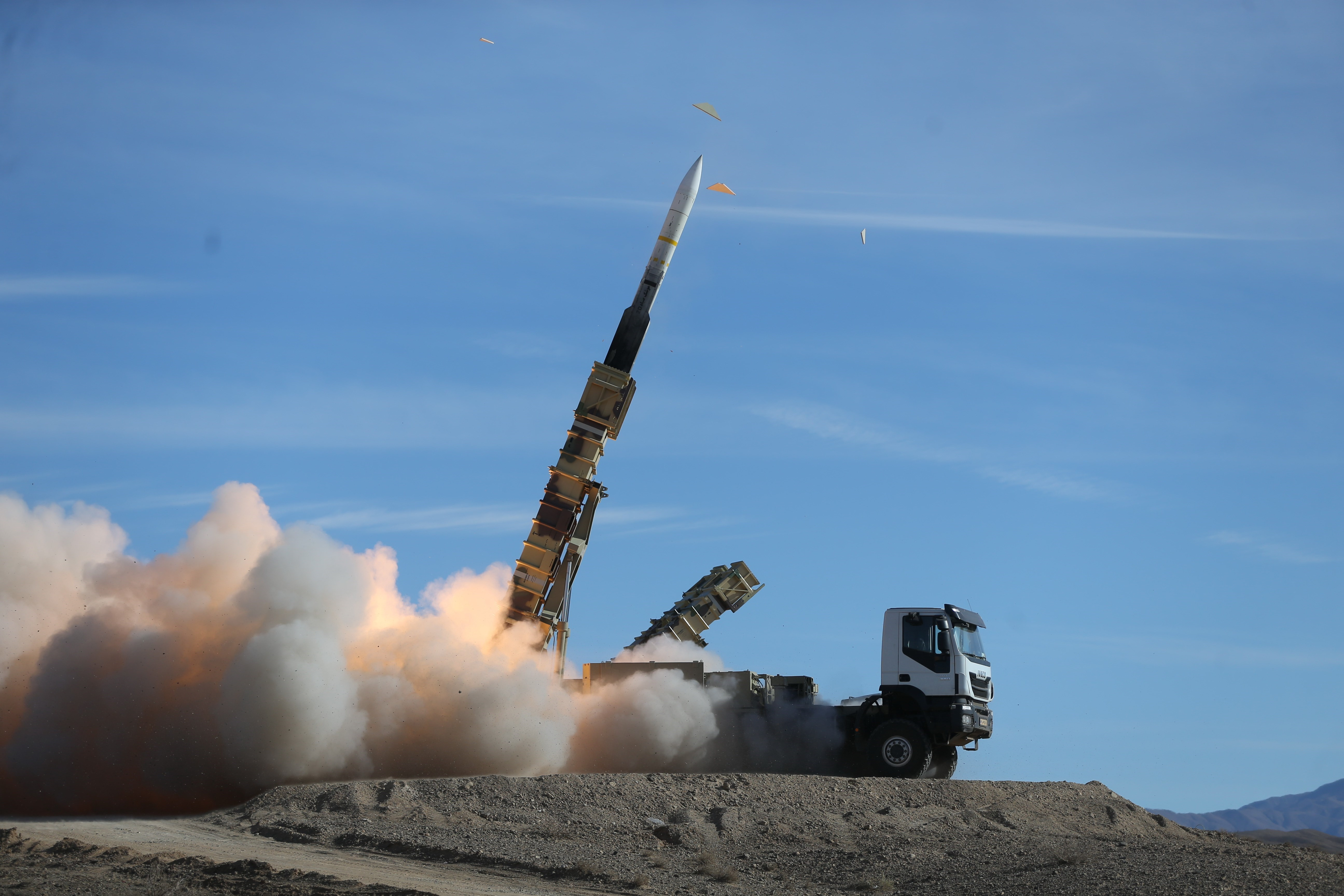
اختبار منظومة تلاش للدفاع الجوي
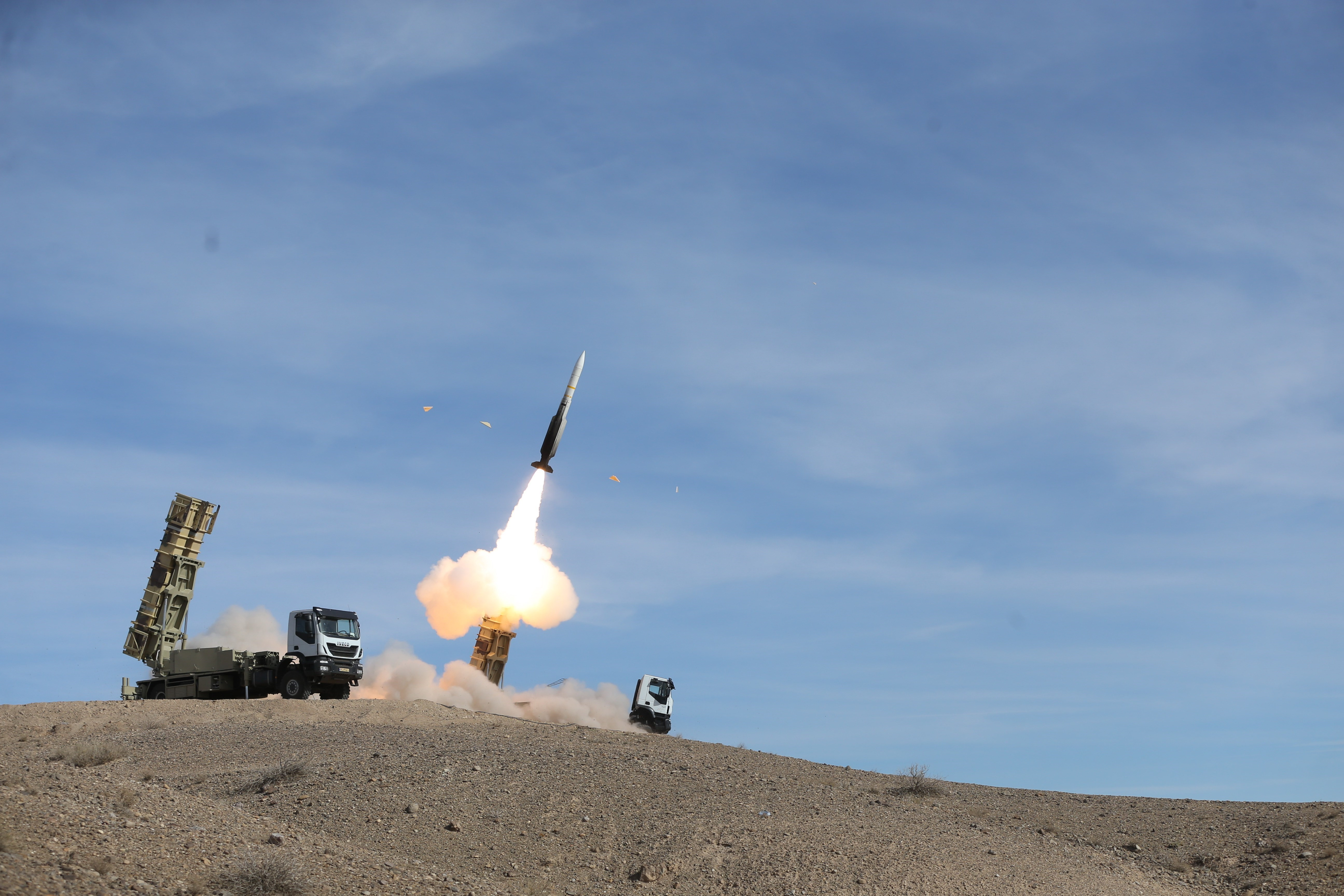
اختبار منظومة تلاش للدفاع الجوي
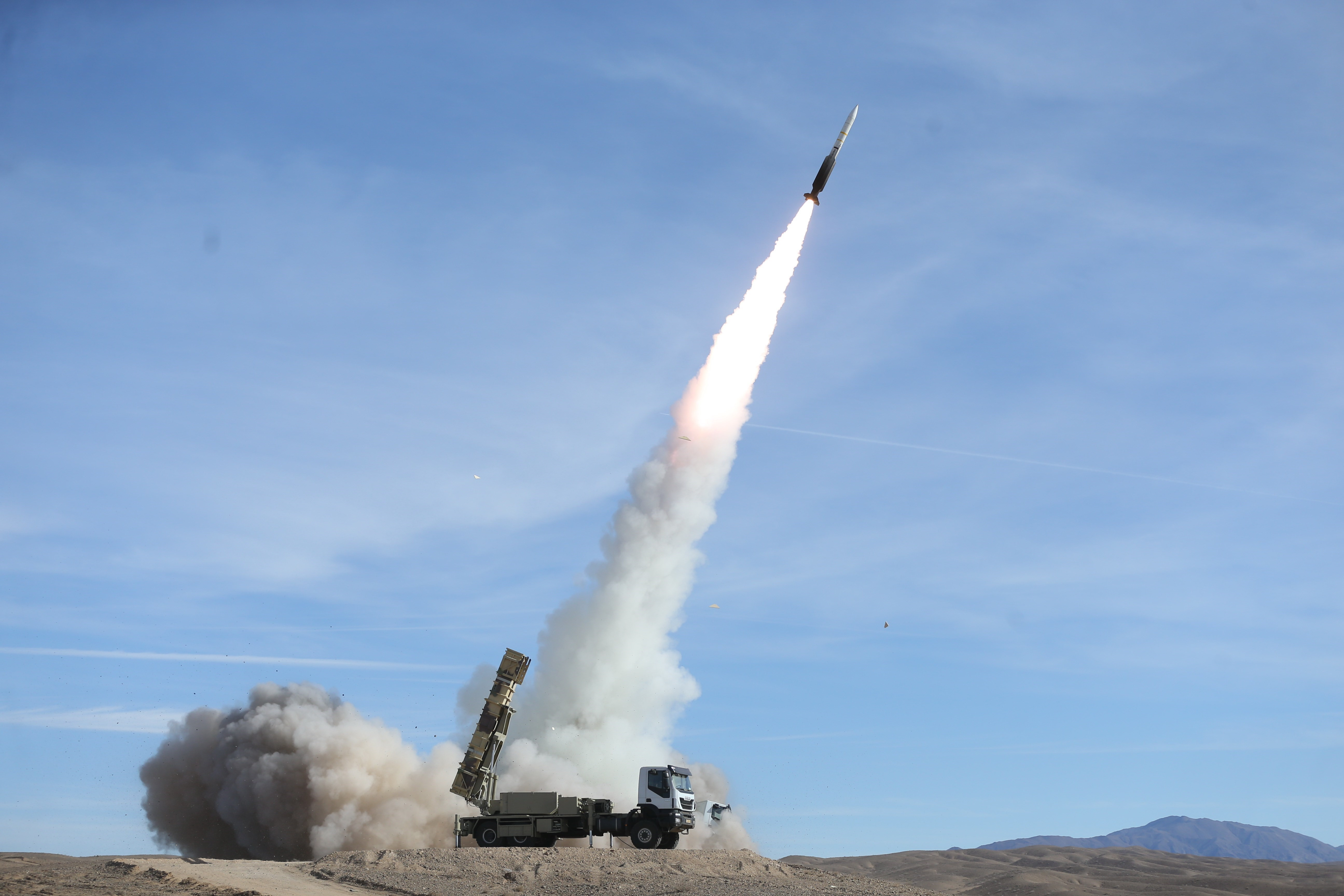
إطلاق صاروخ صياد من منظومة تلاش للدفاع الجوي
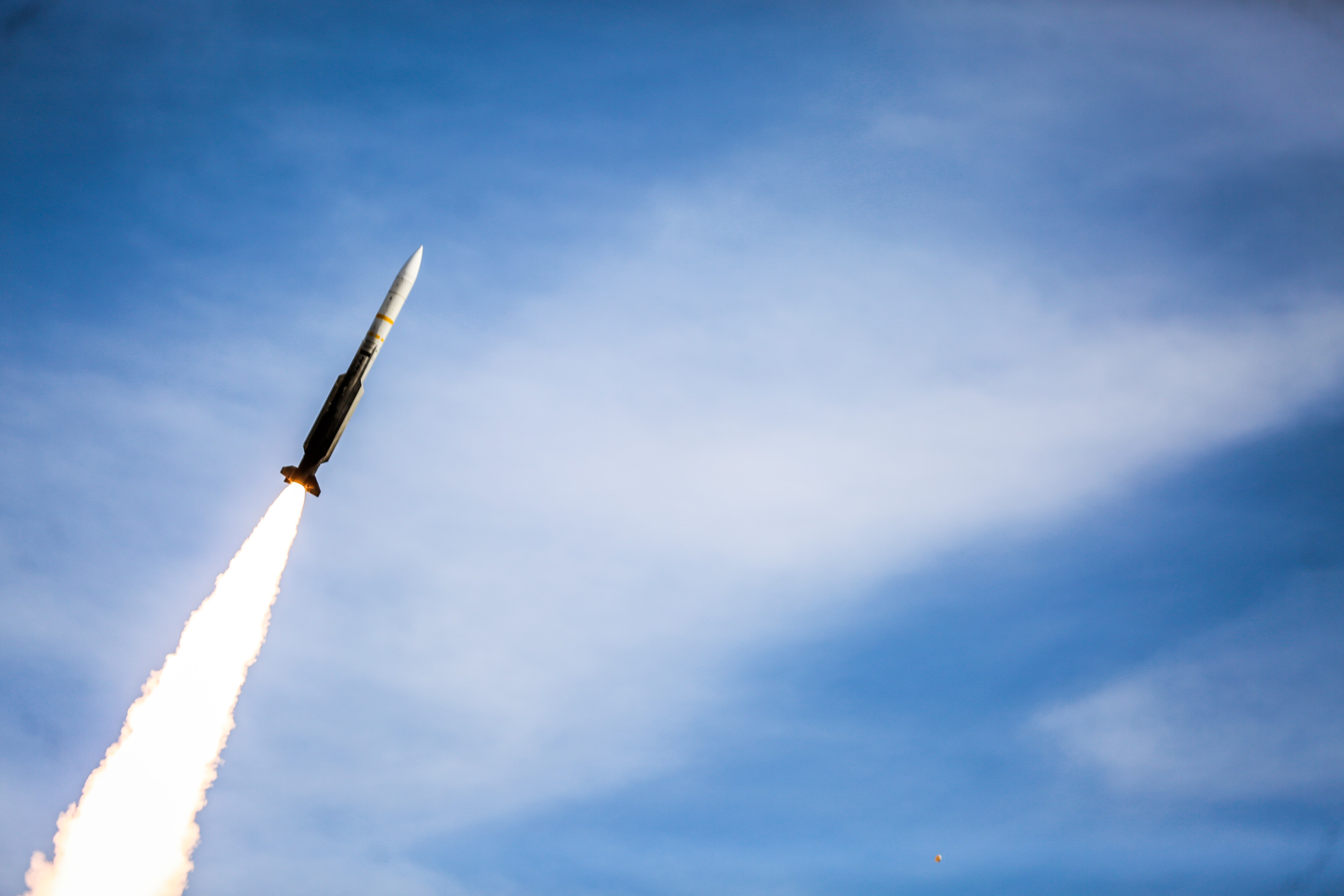
صاروخ صياد المستخدم في منظومة تلاش
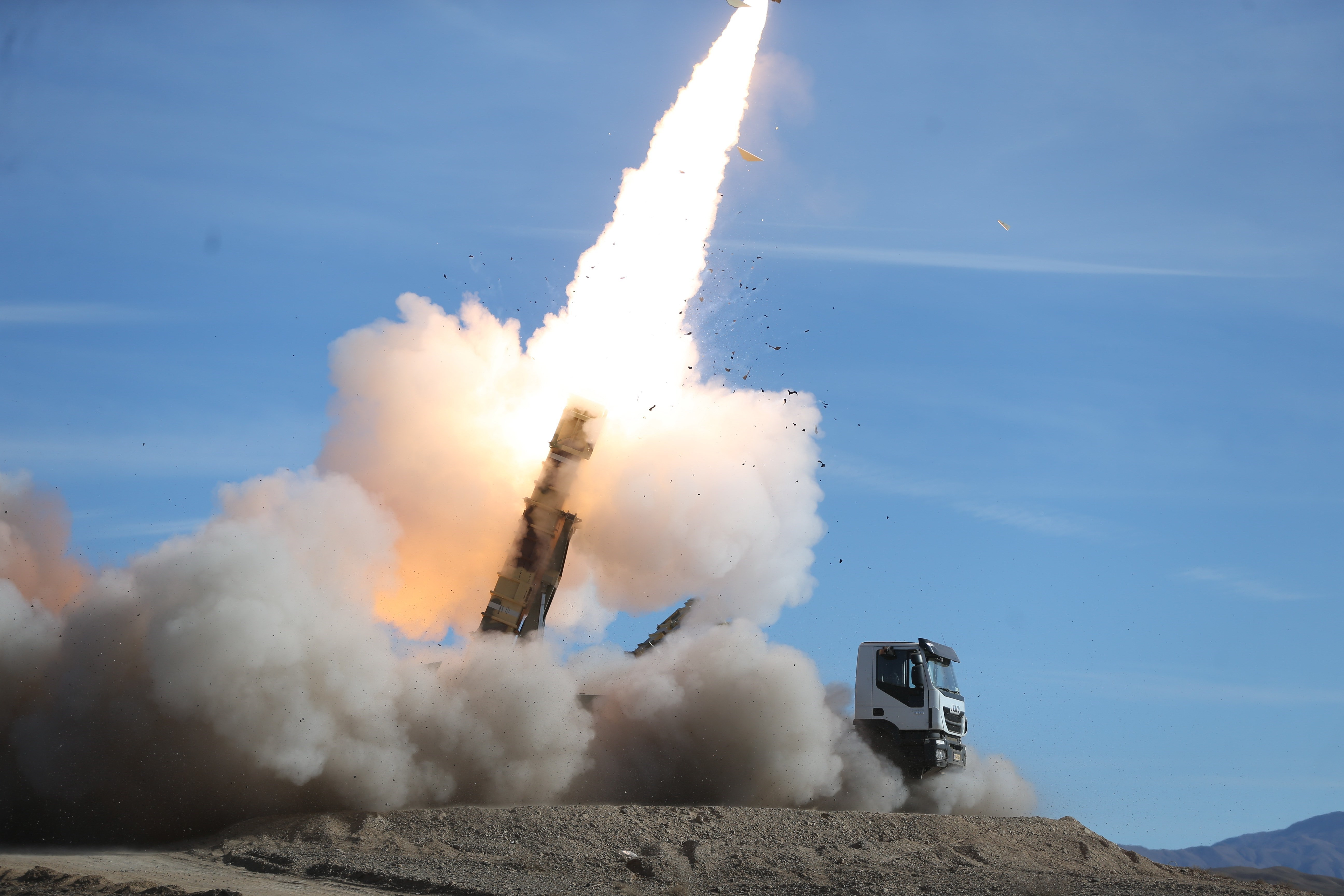
صاروخ صياد المستخدم في منظومة تلاش
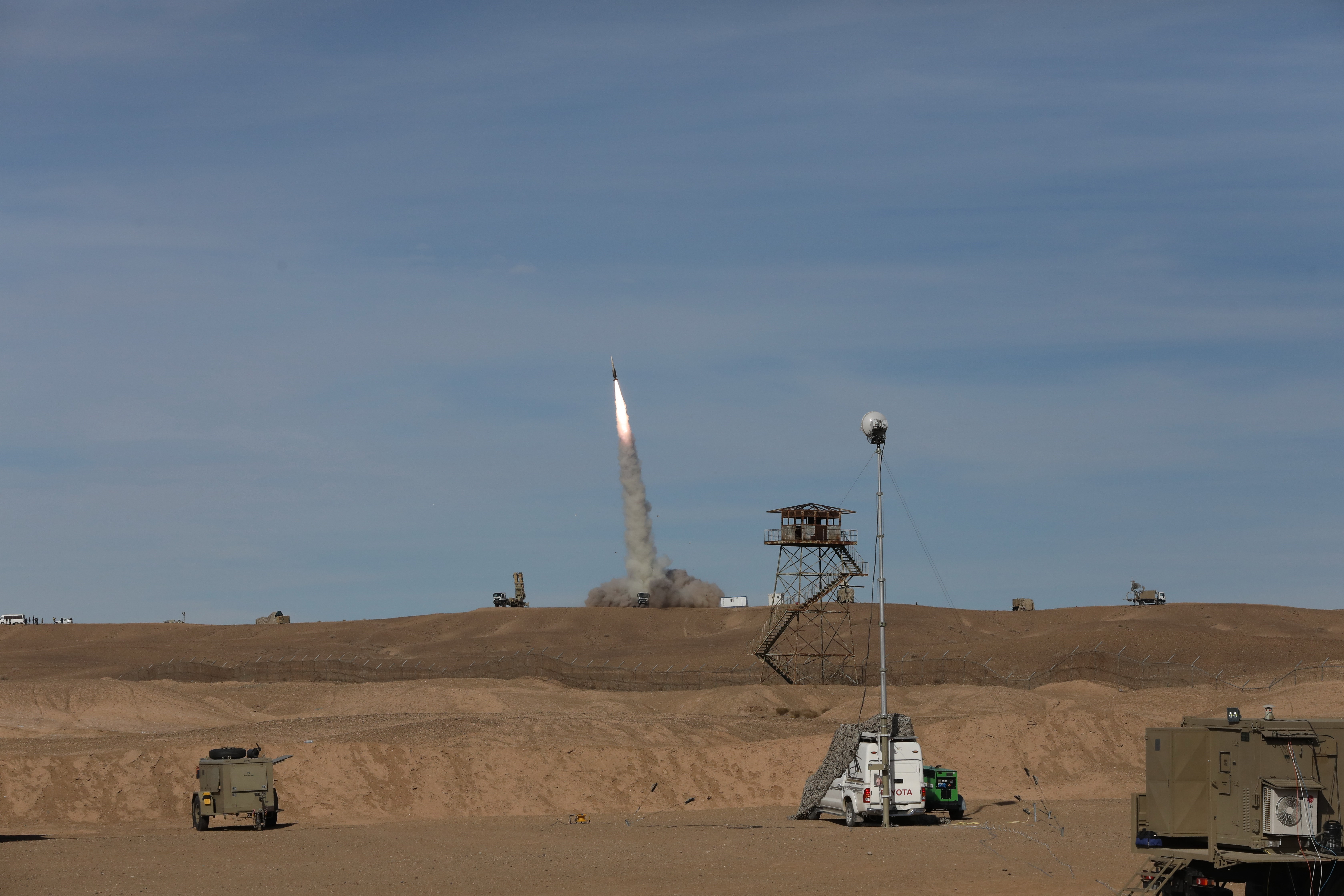
صاروخ صياد المستخدم في منظومة تلاش

## طالع ايضاً
- أس - 300
- برنامج الصواريخ الإيرانية
- سوم خرداد (نظام دفاع جوي)